# Acalypha stenophylla
Acalypha stenophylla là một loài thực vật có hoa trong họ Đại kích. Loài này được K.Schum. mô tả khoa học đầu tiên năm 1888.